# Ashes Tour 1884/85
Die Ashes Tour 1884/85 war die Tour der englischen Cricket-Nationalmannschaft, die die 3. Austragung der Ashes beinhaltete, und wurde zwischen dem 12. Dezember 1884 und 25. März 1885 durchgeführt. Die Ashes Series 1884/85 selbst wurde in Form von fünf Testspielen zwischen Australien und England ausgetragen. Austragungsorte waren jeweils australische Stadien. Die Tour beinhaltete neben der Testserie eine Reihe weiterer Spiele zwischen den beiden Mannschaften im Winter 1884/85. England gewann die Ashes-Serie 3–2.

## Vorgeschichte
Für beide Mannschaften war es die erste Tour der Saison.
Das letzte Aufeinandertreffen der beiden Mannschaften bei einer Tour fand in der Saison 1884 in England statt.

## Stadien
Die folgenden Stadien wurden für die Tour als Austragungsort vorgesehen.
| Stadion                  | Stadt     | Kapazität | Spiele       |
| ------------------------ | --------- | --------- | ------------ |
| Adelaide Oval            | Adelaide  | 53.583    | 1. Test      |
| Melbourne Cricket Ground | Melbourne | 100.024   | 2. & 5. Test |
| Sydney Cricket Ground    | Sydney    | 48.000    | 3. & 4. Test |

## Kaderlisten
Die Mannschaften benannten die folgenden Kader.
| Test | Test |
| Australien | England |
| --- | --- |
| - Billy Murdoch (K) - Tom Horan (VK) - Hugh Massie (VK) - George Alexander - Alec Bannerman - Jack Blackham - George Bonnor - Harry Boyle - William Bruce - William Cooper - Edwin Evans - Tom Garrett - George Giffen - Affie Jarvis (wk) - Sammy Jones - Alfred Marr - Percy McDonnell - George McShane - Sam Morris - Harry Musgrove - Joey Palmer - Roland Pope - Digger Robertson - Tup Scott - Frederick Spofforth - John Trumble - Frank Walters - Jack Worrall | - Arthur Shrewsbury (K) - William Attewell - Billy Barnes - Billy Bates - Johnny Briggs - Wilf Flowers - Joe Hunter (wk) - Bobby Peel - Maurice Read - William Scotton - George Ulyett |

## Tests

### Erster Test in Adelaide
| 12. – 16. Dezember Scorecard | Adelaide | Australien 243 (149.1) & 191 (116.1) | – | England 369 (243.2) & 67-2 (31) |
|                              |          | England gewinnt mit 8 Wickets        |   |                                 |

Australien gewann den Münzwurf und entschied sich als Schlagmannschaft zu beginnen. Zunächst konnte sich Eröffnungs-Batter Percy McDonnell etablieren. Nachdem Tup Scott an seiner Seite 19 Runs erreicht hatte, folgte eine Partnerschaft zusammen mit Jack Blackham. McDonnell verlor nach einem Century über 124 Runs sein Wicket, bevor Blackham nach einem Fifty über 66 Runs ausschied. Der Tag endete nach dem ersten Innings. Beste englische Bowler waren Billy Bates mit 5 Wickets für 31 Runs und Bobby Peel mit 3 Wickets für 68 Runs. Am zweiten Tag konnte Eröffnungs-Batter William Scotton zusammen mit dem dritten Schlagmann George Ulyett eine erste partnerschaft aufbauen. Ulyett schied nach einem Fifty über 68 Runs aus und wurde gefolgt durch Billy Barnes. Dieser beendete den Tag zusammen mit Scotton beim Stand von 233/2. Nach einem Ruhetag verlor zunächst Scotton sein Wicket nach 82 Runs, gefolgt von Billy Bates mit 18 und Wilf Flowers mit 15 Runs. Daraufhin schied auch Barnes nach einem Century über 134 Runs aus und von den verbliebenen Battern war es Maurice Read der noch 14 Runs hinzufügen konnte. Das Innings endete mit einem Vorsprung von 126 Runs für England. Bester englischer Bowler war Joey Palmer mit 5 Wickets für 81 Runs. Für Australien etablierte sich zunächst Percy McDonnell, der mit George Giffen eine Partnerschaft aufbaute. McDonnell schied nach einem Half-Century über 83 Runs aus, bevor der Tag beim Stand von 152/4 endete. Am vierten Spieltag verlor Giffen nach 47 Runs aus und von den verbliebenen Battern erreichte George Bonnor 19 Runs. Das Innings endete dann mit einer Vorgabe von 66 Runs für England. Bester englischer Bowler war Bobby Peel mit 5 Wickets für 51 Runs und Billy Barnes mit 3 Wickets für 51 Runs. Nachdem England dann früh seine Eröffnungs-Batter verloren hatte, konnten Kapitän Arthur Shrewsbury zusammen mit Billy Barnes die Vorgabe einholen. Shrewsbury erzielte 26* Runs und Barnes 28* Runs. Die australischen Wickets erzielten Harry Boyle und Joey Palmer.

### Zweiter Test in Melbourne
| 1. – 5. Januar Scorecard | Melbourne | England 401 (216.2) & 7-0 (1.1) | – | Australien 279 (274.1) & 126 (114.3) (f/o) |
|                          |           | England gewinnt mit 10 Wickets  |   |                                            |

Vor dem Spiel verlangte der australische Kapitän Billy Murdoch einen höheren Anteil der Eintrittspreise für sein Team. Als dies abgelehnt wurde weigerte sich seine Getreuen in diesem Spiel anzutreten und Australien benannte sein Team mit neun Debütanten, angeführt von Tom Horan. Murdoch sollte erst sechs Jahre später wieder für Australien ein Spiel bestreiten.
England gewann den Münzwurf und entschied sich als Schlagmannschaft zu beginnen. Eröffnungs-Batter Arthur Shrewsbury konnte sich etablieren und an seiner Seite William Scotton 13 Runs und Billy Barnes 58 Runs erzielen. Daraufhin schied Shrewsbury nach 72 Runs aus und Billy Bates erreichte 35 Runs. Ihnen folgte Johnny Briggs, der sich etablierte, und an seiner Seite erzielte William Attewell 30 Runs, bevor der Tag beim Stand von 303/9 endete. Am zweiten Tag verlor Briggs das letzte Wicket nachdem er ein Century über 121 Runs erreicht hatte und sein partner Joe Hunter hatte zu diesem Zeitpunkt 39* Runs erzielt. Beste australische Bowler waren Sammy Jones mit 4 Wickets für 47 Runs und William Bruce mit 3 Wickets für 88 Runs. Die erste Partnerschaft bildeten Eröffnungs-Batter Sammy Jones und der dritte Schlagmann Tom Horan. Jones schied nach 19 Runs aus und wurde gefolgt durch John Trumble. Horan erreichte ein Fifty über 63 Runs und als neuer Partner für Trumble etablierte sich Affie Jarvis. Zusammen beendeten sie den Tag beim Stand von 151/3. Am dritten Tag schied Trumble nach 59 Runs aus und Jarvis fand mit Jack Worrall einen weiteren Partner. Jarvis verlor dann nach einem Fifty über 52 Runs sein Wicket und kurz darauf schied Worrall nach 34 Runs aus. Australien beendete das Innings mit einem Rückstand von 121 Runs, woraufhin England das Follow-on einforderte. Beste englische Bowler waren Billy Barnes mit 3 Wickets für 50 Runs und Bobby Peel mit 3 Wickets für 78 Runs. Für Australien etablierte sich in ihrem zweiten Innings William Bruce und an seiner Seite erreichte Tom Horan 16 Runs, bevor der Tag beim Stand von 66/2 endete. Nach einem Ruhetag verlor Bruce dann nach 45 Runs sein Wicket und den verbliebenen Battern gelang es die Run-Zahl Englands aus dem ersten Innings bei 4 Runs zu übertreffen. Beste englische Bowler waren Billy Barnes mit 6 Wickets für 31 Runs und Bobby Peel mit 3 Wickets für 45 Runs. England konnte dann im zweiten Over die Vorgabe einholen und das Spiel gewinnen.

### Dritter Test in Sydney
| 20. – 24. Februar Scorecard | Sydney | Australien 181 (167.2) & 165 (157) | – | England 133 (95.1) & 207 (111.1) |
|                             |        | Australien gewinnt mit 6 Runs      |   |                                  |

Australien gewann den Münzwurf und entschied sich als Schlagmannschaft zu beginnen. Die Eröffnungs-Batter Alec Bannerman und Sammy Jones bildeten eine erste Partnerschaft. Jones schied nach 28 Runs aus und Bannerman nach 13. Daraufhin erzielte George Bonnor 18 Runs und John Trumble folgte mit 13 Runs. Der Tag endete beim Stand von 97/8. Am zweiten Tag bildete sich eine letzte Partnerschaft zwischen Tom Garrett und Edwin Evans. Evans verlor sein Wicket nach 33 Runs, als Garrett sein Half-Century über 51* Runs erreicht hatte. Beste englische Bowler waren Wild Flowers mit 5 Wickets für 46 Runs und William Attewell mit 4 Wickets für 53 Runs. Für England etablierte sich Eröffnungs-Batter William Scotton und an seiner Seite erzielten Arthur Shrewsbury 18 Runs und Billy Bates 12 Runs. Mit Wilf Flowers fand er einen weiteren Partner, schied jedoch nach 22 Runs aus. Flowers erzielte 24 Runs, William Attewell 14 Runs und das letzte Wicket verlor Joe Hunter nach 13 Runs. Nach dem Ende des Innings hatte England einen Rückstand von 48 Runs und das Spiel endete für den Tag. Beste australische Bowler waren Tom Horan mit 6 Wickets für 40 Runs und Frederick Spofforth mit 4 Wickets für 54 Runs. Nach einem Ruhetag bildeten für Australien Alex Bannermann und George Bonnor eine erste Partnerschaft. Bonnor verlor nach 29 Runs sein Wicket und wurde durch Tom Horan ersetzt. Nachdem Bannerman nach 16 Runs ausgeschieden war, konnte Sammy Jones 22 Runs erreichen. Horan schied nach 36 Runs aus und es bildete sich eine Partnerschaft zwischen John Trumble und Kapitän Hugh Massie. Massie verlor nach 21 Runs sein Wicket und Trumble nach 32 Runs. Dies führte dazu, dass Australien der englischen Mannschaft eine Vorgabe von 214 Runs stellte. Bester englischer Bowler war Billy Bates mit 5 Wickets für 24 Runs. Für England etablierte sich Arthur Shrewsbury, bevor der Tag beim Stand von 29/2 endete. Am vierten Spieltag fand Shrewsbury mit Billy Bates einen Partner. Shrewsburry schied nach 24 Runs aus und wurde durch Wilf Flowers ersetzt. Nachdem Bates nach 31 Runs ausgeschieden war, war es Maurice Read mit einem Fifty über 56 Runs der einen Sieg Englands ermöglichte. Jedoch verlor Flowers ebenfalls nach 56 Runs das letzte Wicket als England noch 6 Runs zu erzielen hatte. Bester australischer Bowler war Frederick Spofforth mit 6 Wickets für 90 Runs.

### Vierter Test in Sydney
| 14. – 17. März Scorecard | Sydney | England 269 (126) & 77 (39.1)    | – | Australien 309 (169.3) & 38-2 (24.3) |
|                          |        | Australien gewinnt mit 8 Wickets |   |                                      |

England gewann den Münzwurf und entschied sich als Schlagmannschaft zu beginnen. Eröffnungs-Batter Arthur Shrewsbury erreichte 40 Runs, bevor sich Billy Barnes und Billy Bates. Barnes schied nach einem Half-Century über 50 Runs aus und wurde durch Maurice Read ersetzt. Bates verlor ebenfalls nach einem Fifty über 64 Runs sein Wicket und der hineinkommende Wilf Flowers erreichte 14 Runs. Read schied nach 47 Runs aus und die verbliebenen Batter Bobby Peel (17* Runs) und Joe Hunter (13 Runs) konnten das Ergebnis auf 269 Runs erhöhen. Bester australischer Bowler war George Giffen mit 7 Wickets für 117 Runs. Für Australien etablierte sich Tom Garrett, bevor der Tag beim Stand von 11/1 endete. Nach einem Ruhetag erzielte Percy McDonnell an der Seite von Garrett 20 Runs und wurde durch Alec Bannerman ersetzt. Garrett schied dann nach 32 Runs aus und Bannermann fand dann mit George Bonnor einen weiteren Partner, bevor auch er nach einem Fifty über 51 Runs ausschied. Bonnor konnte ein Century über 128 Runs erzielen, bevor der Tag beim Stand von 308/8 endete. Am dritten Spieltag schied Sammy Jones dann mit 40 Runs aus und das Innings endete mit einem Vorsprung von 40 Runs für Australien. Beste englische Bowler waren Billy Barnes mit 4 Wickets für 61 Runs und George Ulyett mit 3 Wickets für 91 Runs. Für England erzielte Arthur Shrewsbury 16 Runs, bevor sich Billy Barnes etablierte. Jedoch fand sich kein partner der sich lange an seiner Seite halten konnte und so schied er nach 20 Runs aus. Nachdem das letzte Wicket im 40. Over gefallen war, hatte England für Australien eine Vorgabe von 38 Runs gestellt. Die australischen Wickets erzielten Frederick Spofforth mit 5 Wickets für 30 Runs und Joey Palmer mit 4 Wickets für 32 Runs. Nachdem die beiden australischen Eröffnungs-Batter früh ausschieden konnten Tom Horran mit 12 Runs und Sammy Jones mit 15 Runs die Vorgabe einholen. Die englischen Wickets erzielten Billy Barnes und Bobby Peel.

### Fünfter Test in Melbourne
| 21. – 25. März Scorecard | Melbourne | Australien 163 (106) & 125 (102.1)            | – | England 386 (221.3) |
|                          |           | England gewinnt mit einem Innings und 98 Runs |   |                     |

Australien gewann den Münzwurf und entschied sich als Schlagmannschaft zu beginnen. Eröffnungs-Batter William Bruce erzielte 15 Runs und der nachfolgende George Giffen 13 Runs. Eine weitere Partnerschaft bildeten Affie Jarvis und John Trumble. Jarvis schied nach 15 Runs aus und an der Seite von Trumble verlor Frederick Spofforth sein Wicket nach einem Half-Century über 50 Runs. Trumble hatte zu diesem Zeitpunkt 34* Runs erreicht. Beste englische Bowler waren George Ulyett mit 4 Wickets für 52 Runs und Bobby Peel mit 3 Wickets für 28 Runs. Für England konnten sich die Eröffnungs-Batter Billy Barnes und William Scotton etablieren, bevor der Tag beim Stand von 44/0 endete. Nach einem Ruhetag Schied Scotton nach 27 Runs aus und der nachfolgende Maurice Read erreichte 13 Runs. Zusammen mit Arthur Shrewsbury konnte dann barnes eine weitere Partnerschaft aufbauen, bevor er sein Wicket nach 74 Runs verlor. Daraufhin kam Billy Bates ins Spiel, der jedoch zwischenzeitlich verletzt aussetzen musste. Der für ihn hineinkommende Wilf Flowers schied nach 16 Runs aus und der Tag endete beim Stand von 270/5. Am dritten Spieltag schied Johnny Briggs nach 43 Runs aus und der wieder hineinkommende Bates verlor nach einem Fifty über 61 Runs sein Wicket. Als letzte Wicket fiel das von Joe Hunter der 18 Runs erreichte, während Shrewsbury zu diesem Zeitpunkt 105* Runs erreicht hatte. Australien hatte so einen Rückstand von 223 Runs. Beste australische Bowler waren John Trumble mit 3 Wickets für 29 Runs und William Bruce mit 3 Wickets für 99 Runs. Die australischen Eröffnungs-Batter verloren früh ihre Wickets und wurden gefolgt durch George Giffen mit 12 Runs. Daraufhin bildeten Sammy Jones und Tom Horan eine Partnerschaft Horan schied nach 20 Runs aus und kurz darauf Jones nach 17 Runs. Der hineinkommende William Bruce konnte bis zum Ende des Tages überdauern. Am vierten Spieltag scied er nach 35 Runs aus, was nicht ausreichte, um die Vorgabe einzuholen. Drei Bowler erzielten für England 3 Wickets: William Attewell für 24 Runs, George Ulyett für 25 Runs und Wilf Flowers für 34 Runs.

## Statistiken
Die folgenden Cricketstatistiken wurden bei der Ashes-Serie erzielt:
| Tests               | Tests      | Tests   | Tests   | Tests   | Tests   | Tests   | Tests   | Tests   |
| Batting             | Batting    | Batting | Batting | Batting | Batting | Batting | Batting | Batting |
| Spieler             | Mannschaft | Spiele  | Innings | Runs    | Average | HS      | 100s    | 50s     |
| ------------------- | ---------- | ------- | ------- | ------- | ------- | ------- | ------- | ------- |
| Billy Barnes        | England    | 5       | 8       | 369     | 52,71   | 134     | 1       | 3       |
| Arthur Shrewsbury   | England    | 5       | 9       | 301     | 50,16   | 105*    | 1       | 1       |
| Percy McDonnell     | Australien | 2       | 4       | 230     | 57,50   | 124     | 1       | 0       |
| Billy Bates         | England    | 5       | 7       | 222     | 31,71   | 64      | 2       | 0       |
| George Bonnor       | Australien | 3       | 5       | 198     | 39,60   | 128     | 1       | 0       |
| Bowling             |            |         |         |         |         |         |         |         |
| Spieler             | Mannschaft | Spiele  | Overs   | Wickets | Average | BBI     | 5W      | 10W     |
| Bobby Peel          | England    | 5       | 390.2   | 21      | 21,47   | 5/51    | 1       | 0       |
| Billy Barnes        | England    | 5       | 206.2   | 19      | 15,36   | 7/31    | 1       | 0       |
| Frederick Spofforth | Australien | 3       | 194.1   | 19      | 16,10   | 6/90    | 2       | 1       |
| George Ulyett       | England    | 5       | 178.2   | 14      | 21.07   | 4/52    | 0       | 0       |
| William Attwell     | England    | 5       | 325.1   | 13      | 23.84   | 4/53    | 0       | 0       |